# James Sargeant
James Fred Robert Sargeant (Kobe (Japan), 17 maart 1936) is een voormalig Australisch zeiler.
Sargeant won tijdens de Olympische Zomerspelen 1964 de gouden medaille in de 5,5 meter klasse. Dit was de eerste keer dat Australië een gouden medaille won bij het zeilen.

## Olympische Zomerspelen
| Jaar | Plaats      | Resultaten         |
| ---- | ----------- | ------------------ |
| 1964 | Tokio       | 5,5 meter klasse   |
| 1968 | Mexico-Stad | 4e flying dutchman |

1952: Britton Chance / Michael Schoettle / Edgar White / Sumner White
1956: Hjalmar Karlsson / Sture Stork / Lars Thörn
1960: George O’Day / Jim Hunt / Dave Smith
1964: Bill Northam / Peter O’Donnel / James Sargeant
1968: Jörgen Sundelin / Peter Sundelin / Ulf Sundelin